# Luís Boa Morte
Luís Boa Morte Pereira (Lisboa, Portugal; 4 de agosto de 1977) es un exfutbolista y entrenador portugués. Actualmente es asistente técnico del Samsunspor.
Habiendo pasado por las categorías inferiores del Sporting de Lisboa, Boa Morte se unió al Arsenal de la Premier League en 1997. Luego jugó en la máxima categoría de Inglaterra para Southampton, Fulham y West Ham United. Quedó libre en 2011 y se unió al Larissa griego antes de pasar al club sudafricano Orlando Pirates. En octubre de 2012, regresó a Inglaterra y se unió al Chesterfield de la cuarta división.
Formó parte de la selección de Portugal de 2001 a 2009, jugó 28 partidos internacionales y marcó un gol. Fue seleccionado para los Juegos Olímpicos de 2004 y la Copa Mundial de la FIFA 2006.

## Carrera como jugador

### Inicios y Arsenal
Nacido en Lisboa de padres de Santo Tomé y Príncipe, Boa Morte comenzó su carrera profesional en el Sporting de Lisboa.En 1997, fue transferido al Arsenal de la Premier League y se convirtió en uno de los primeros fichajes de Arsène Wenger, incorporándose por una tarifa de £1,75 millones.
Debutó el 23 de agosto de 1997 como suplente ante el Southampton. Durante el doblete del club en la temporada 1997-98, jugó 15 partidos de liga, la mayoría como suplente y cuatro en la FA Cup, aunque no apareció en la final. Marcó dos goles esta temporada, ambos en una eliminatoria de la Copa de la Liga contra el Birmingham City.
La temporada siguiente, fue un jugador bastante regular del equipo, normalmente como suplente en la primera parte de la temporada, con algunas apariciones en la Copa de Europa, incluso contra el Panathinaikos el 9 de diciembre de 1998, cuando marcó el tercer gol del Arsenal.Su cuarto y último gol con el club inglés llegó contra Preston North End en la FA Cup. Entró como suplente cuando el equipo ganó el FA Charity Shield de 1999.Su última aparición fue como suplente en la segunda parte ante el Sunderland el 14 de agosto de 1999.

### Fulham
Luego de una temporada en el Southampton, fue transferido cedido al Fulham durante la temporada 2000-01. En su primera temporada, ayudó al equipo de Jean Tigana a ganar el título de la División 1 2000-01, disputando 39 partidos de liga y anotando 18 goles mientras el club finalizaba en el primer lugar con un total de 101 puntos.
Sus contribuciones a la temporada ganadora resultaron en su contrato permanente en junio de 2001 (con una tarifa de £1,7 millones pagada al Arsenal), a pesar de los intentos de Southampton de traerlo de regreso después de la expiración del contrato de préstamo. Durante su estancia en el club londinense, se convirtió en uno de los favoritos entre los seguidores por su estilo de juego apasionado, intrépido y a veces agresivo, aunque esto le provocó problemas con los árbitros.

### West Ham United
Boa Morte fichó por el West Ham United en enero de 2007 con un contrato de tres años y medio por una tarifa no revelada, que se creía que rondaba los £5 millones.Luego de buenas actuaciones en el equipo, el presidente del club, David Sullivan, anunció que se le había ofrecido un nuevo contrato ya que expiraba al final de la temporada 2009-10.El 17 de junio de 2010, firmó un nuevo contrato de dos años diciendo que esperaba trabajar con el nuevo entrenador Avram Grant durante las próximas dos temporadas.En agosto de 2011, su contrato fue rescindido de mutuo acuerdo.

### AE Larissas
En agosto de 2011 Boa Morte firmó un contrato de dos años con el AE Larissas con el objetivo de regresar al club a la Superliga de Grecia.Sin embargo, se marchó en enero de 2012, apenas seis meses después de su estancia, por problemas económicos en el club.

### Orlando Pirates
El 24 de enero de 2012, se confirmó que Boa Morte había firmado un contrato con el Orlando Pirates por 18 meses.No obstante, solo disputó dos encuentros y abandonó el club en mayo del mismo año.

### Chesterfield
El 10 de octubre de 2012, Boa Morte fichó por el Chesterfield de la League Two.Sin embargo, su contrato no fue renovado en enero de 2013 y dejó el club.

## Selección nacional
Boa Morte hizo su debut con la selección de Portugal el 25 de abril de 2001 en una derrota amistosa por 4-0 ante Francia, sustituyendo a Rui Jorge en el minuto 87. Su único gol llegó en la victoria en casa por 5-1 contra Angola el 14 de noviembre de ese año, partido que tuvo que ser abandonado cuando el equipo africano se quedó reducido a seis jugadores en el campo.
En 2004 fue incluido en la selección sub-23 que disputó los Juegos Olímpicos de Atenas 2004. Fue expulsado a principios de la segunda mitad de una derrota por 4-2 ante Irak por una patada a Bassim Abbas, en un partido que recibió una amplia cobertura mediática debido a la guerra en curso en la nación oponente.
Boa Morte formó parte del equipo de Luiz Felipe Scolari que quedó cuarto en la Copa Mundial de la FIFA 2006, jugando diez minutos en lugar del capitán Luís Figo al final de la victoria por 2-1 sobre México en el último partido del grupo.En total, disputó 28 encuentros y marcó un gol con Portugal entre 2001 y 2009.

### Participaciones en Copas del Mundo
| Mundial                        | Sede     | Resultado    | Partidos | Goles |
| ------------------------------ | -------- | ------------ | -------- | ----- |
| Copa Mundial de Fútbol de 2006 | Alemania | Cuarto lugar | 1        | 0     |

## Carrera como entrenador
Después de retirarse, Boa Morte inmediatamente pasó un tiempo ayudando a los entrenadores en la academia del Fulham.En el verano de 2014, Boa Morte fue nombrado asistente técnico del Sporting de Lisboa B. Después de tres meses, fue nombrado entrenador de la sub-19 del club. Estuvo a cargo hasta el final de la temporada, donde se mudó al Arsenal y trabajó como ojeador.Dejó el club inglés en febrero de 2017 para convertirse en entrenador del Sintrense.
En junio de 2019, Boa Morte fue nombrado asistente técnico de su compatriota Marco Silva en el Everton.Tras el nombramiento de Silva como entrenador del Fulham en julio de 2021, se incorporó a él como entrenador del primer equipo.
El 19 de marzo de 2024, se anunció que Boa Morte dejaría el club inglés al final de la temporada para asumir como entrenador de la selección de Guinea-Bisáu a partir del 1 de junio.De igual forma, obtuvo una autorización especial para dirigir los amistosos del seleccionado africano realizados en el mes de marzo. En junio de 2025, fue relevado de su cargo después de una serie de malos resultados que incluyeron la imposibilidad de clasificar tanto a la Copa Mundial de la FIFA como a la Copa Africana de Naciones.

## Clubes

### Como jugador
| Club               | País       | Año       |
| ------------------ | ---------- | --------- |
| Sporting de Lisboa | Portugal   | 1996-1997 |
| Arsenal            | Inglaterra | 1997-1999 |
| Southampton        | Inglaterra | 1999-2000 |
| Fulham             | Inglaterra | 2000-2007 |
| West Ham United    | Inglaterra | 2007-2011 |
| AE Larissas        | Grecia     | 2011-2012 |
| Orlando Pirates    | Sudáfrica  | 2012      |
| Chesterfield       | Inglaterra | 2012-2013 |

### Como entrenador
| Club                      | País         | Año       |
| ------------------------- | ------------ | --------- |
| Sintrense                 | Portugal     | 2017-2018 |
| Selección de Guinea-Bisáu | Guinea-Bisáu | 2024-2025 |

## Palmarés

### Como jugador

#### Campeonatos nacionales
| Título                       | Club            | País       | Año     |
| ---------------------------- | --------------- | ---------- | ------- |
| Premier League               | Arsenal         | Inglaterra | 1997-98 |
| Charity Shield               | Arsenal         | Inglaterra | 1998    |
| Charity Shield               | Arsenal         | Inglaterra | 1999    |
| Football League Championship | Fulham          | Inglaterra | 2000-01 |
| Liga Premier de Sudáfrica    | Orlando Pirates | Sudáfrica  | 2011-12 |

#### Campeonatos internacionales
| Título                    | Club   | País       | Año  |
| ------------------------- | ------ | ---------- | ---- |
| Copa Intertoto de la UEFA | Fulham | Inglaterra | 2002 |